# Cshö Theuk
Cshö Theuk (hangul: 최태욱, handzsa: 崔兌旭, RR: Choi Tae-uk; 1981. március 13. –) dél-koreai válogatott labdarúgó. 

## Pályafutása

### Klubcsapatban
2000 és 2003 között az Anyang LG Cheetahs játékosa volt, melynek tagjaként 2000-ben dél-koreai bajnoki címet szerzett. 2004-ben az Incshon Unitedben, 2005-ben a japán Simizu S-Pulse-ban játszott. 2007-ben Phohang Steelers, 2009-ben a Jeonbuk Hyundai Motors csapatával nyerte meg a koreai bajnokságot. 2010-től 2013-ig az FC Szöult erősítette és két bajnoki címet (2010, 2012) szerzett, illetve bejutott csapatával az AFC-bajnokok ligája döntőjébe is 2013-ban. Egy évvel később az Ulszan Hyundai játékosaként fejezte be a pályafutását.

### A válogatottban
2000 és 2012 között 30 alkalommal játszott a dél-koreai válogatottban és 4 gólt szerzett. Részt vett a 2000-es és a 2004-es nyári olimpiai játékokon, a 2002-es CONCACAF-aranykupán, valamint a 2002-es világbajnokságon.

## Sikerei, díjai
FC Szöul
- Dél-koreai bajnok (3): 2000, 2010, 2012
- AFC-bajnokok ligája döntős (2): 2001–02, 2013

Phohang Steelers
- Dél-koreai bajnok (1): 2007

Jeonbuk Hyundai Motors
- Dél-koreai bajnok (1): 2009

Dél-Korea U23
- Ázsia-játékok bronzérmes (1): 2002